# Ясени Тотлебена
Ясени Тотлебена — три дерева, названі на честь військового інженера, генерала Едуарда Тотлебена, який створив у Києві низку військових споруд. Ростуть у Києві біля заводу «Арсенал» за адресою вул. Князів Острозьких, 2. Вік ясенів понад 100 років, обхват 3,60 м, висота 30 м.
Статус ботанічних пам'яток природи місцевого значення дерева отримали за рішенням Київської міської ради, прийнятим у травні 2013 року за ініціативи Київського еколого-культурного центру.

## Галерея

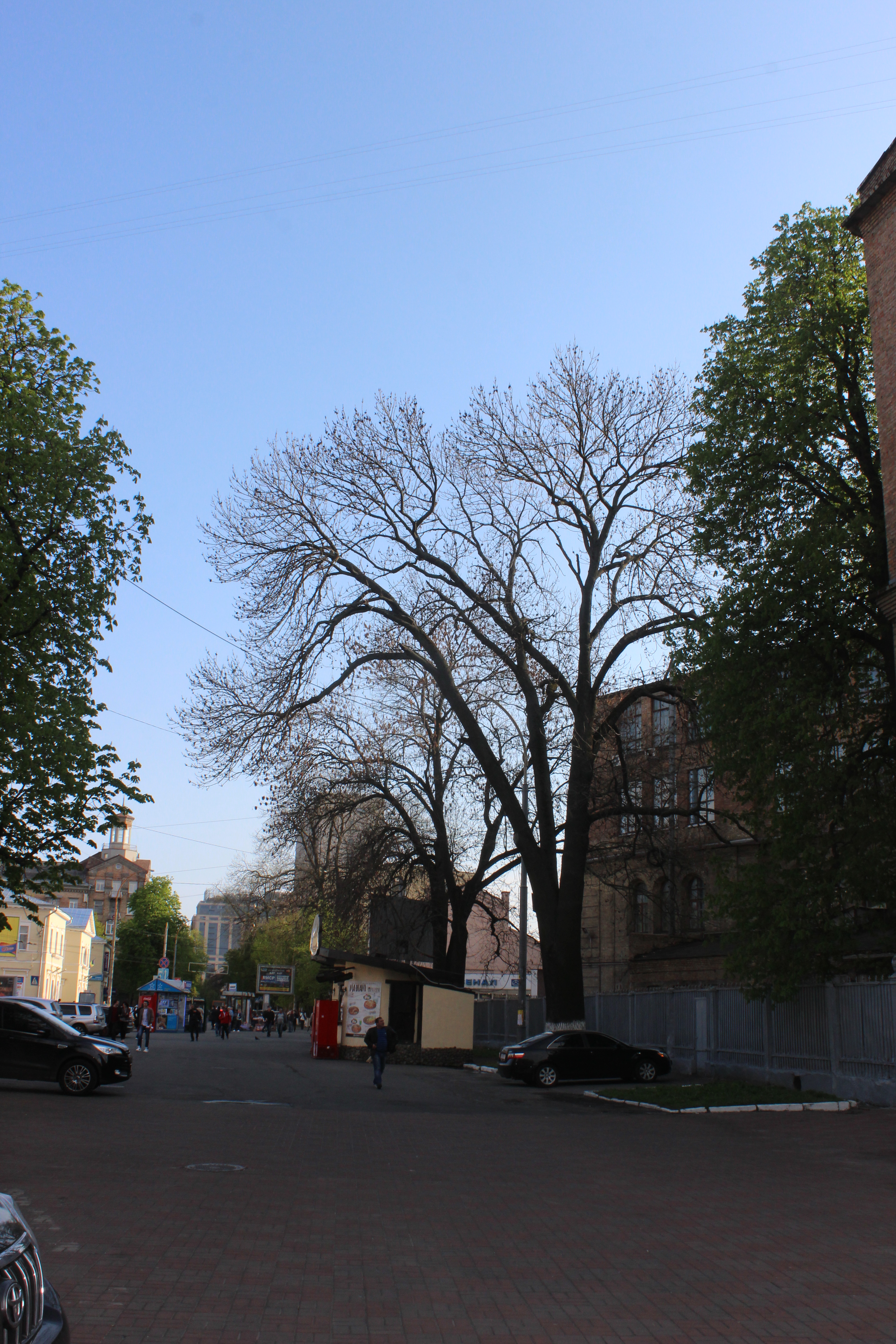
Загальний вигляд
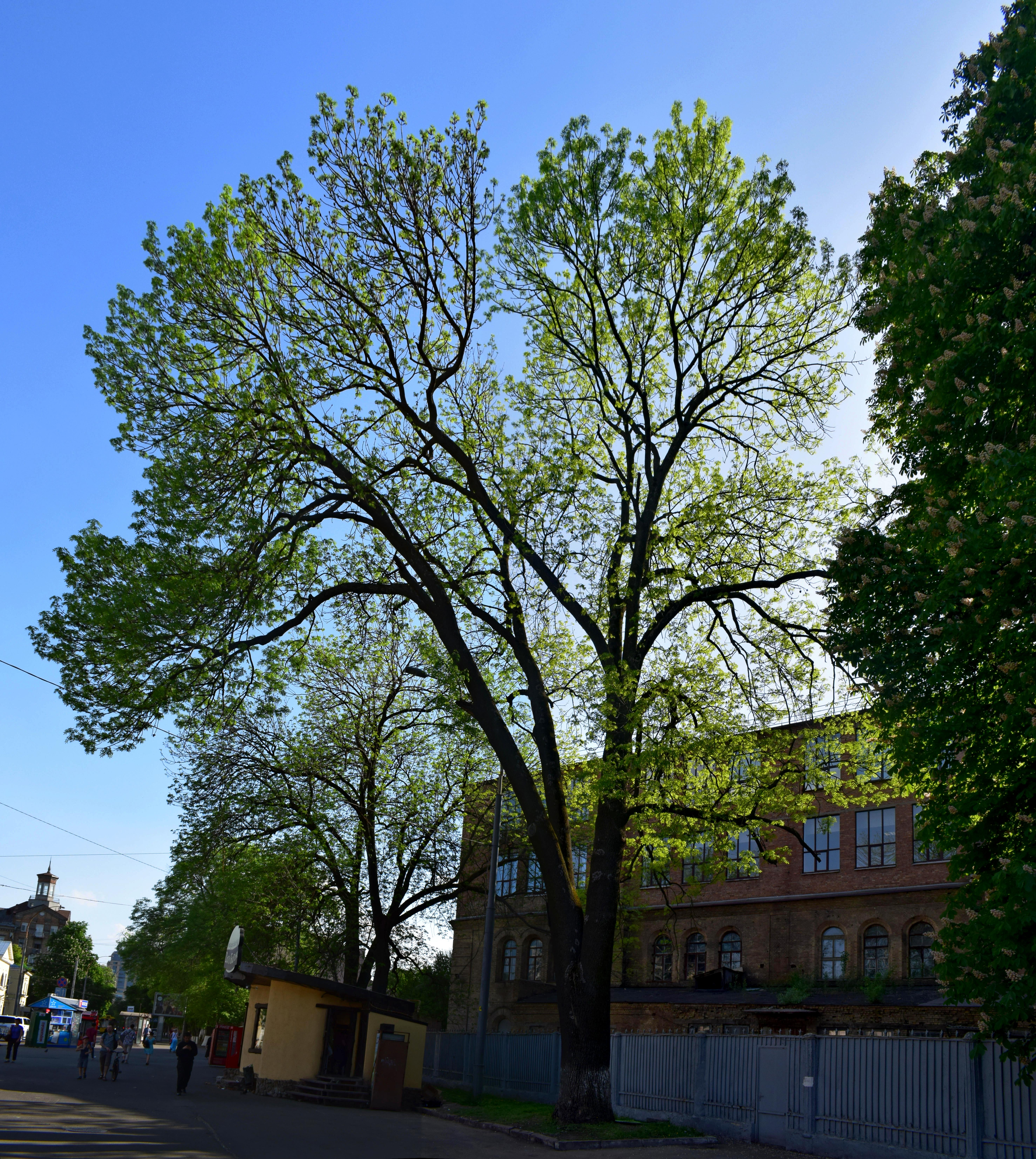
Перше дерево
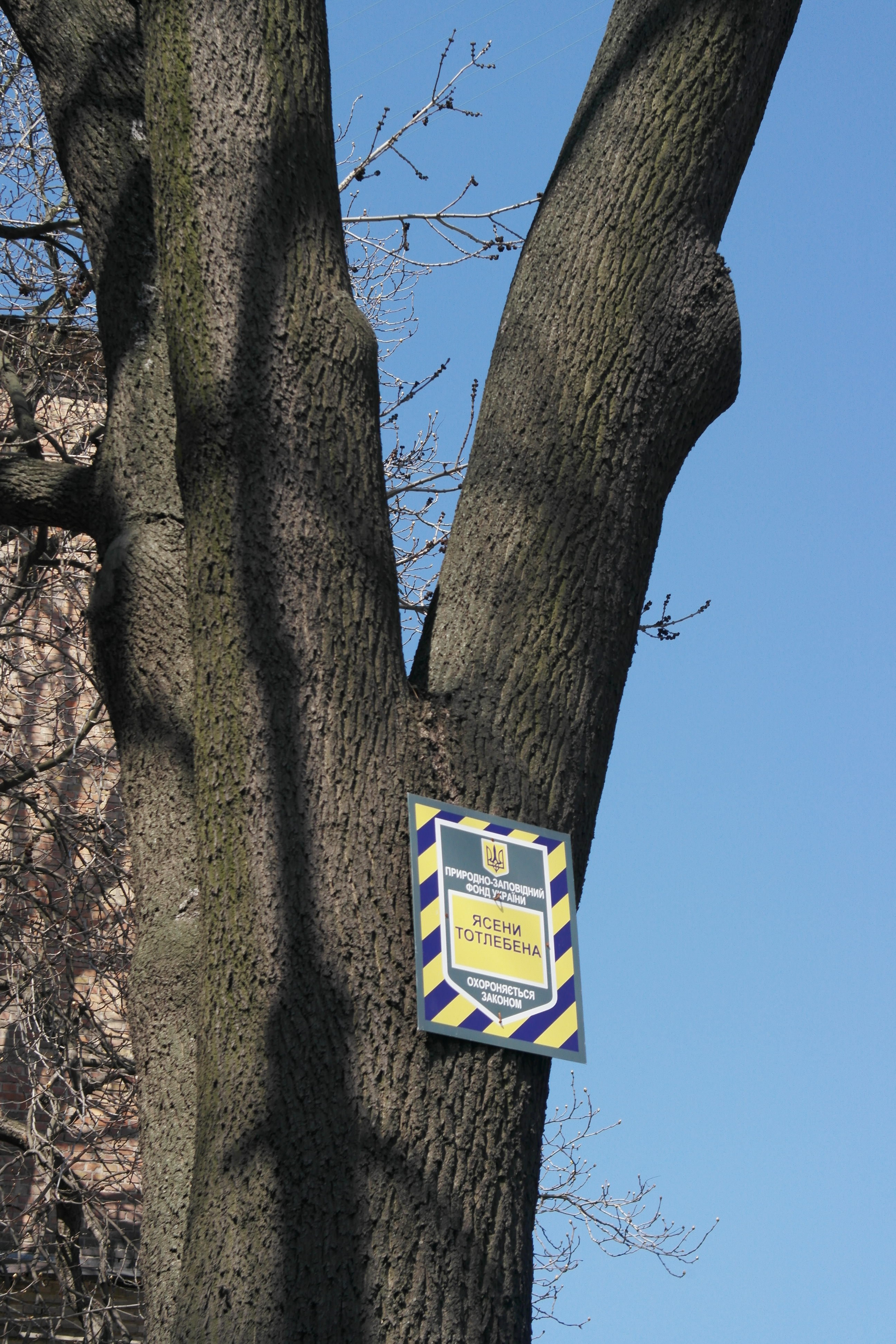
Табличка
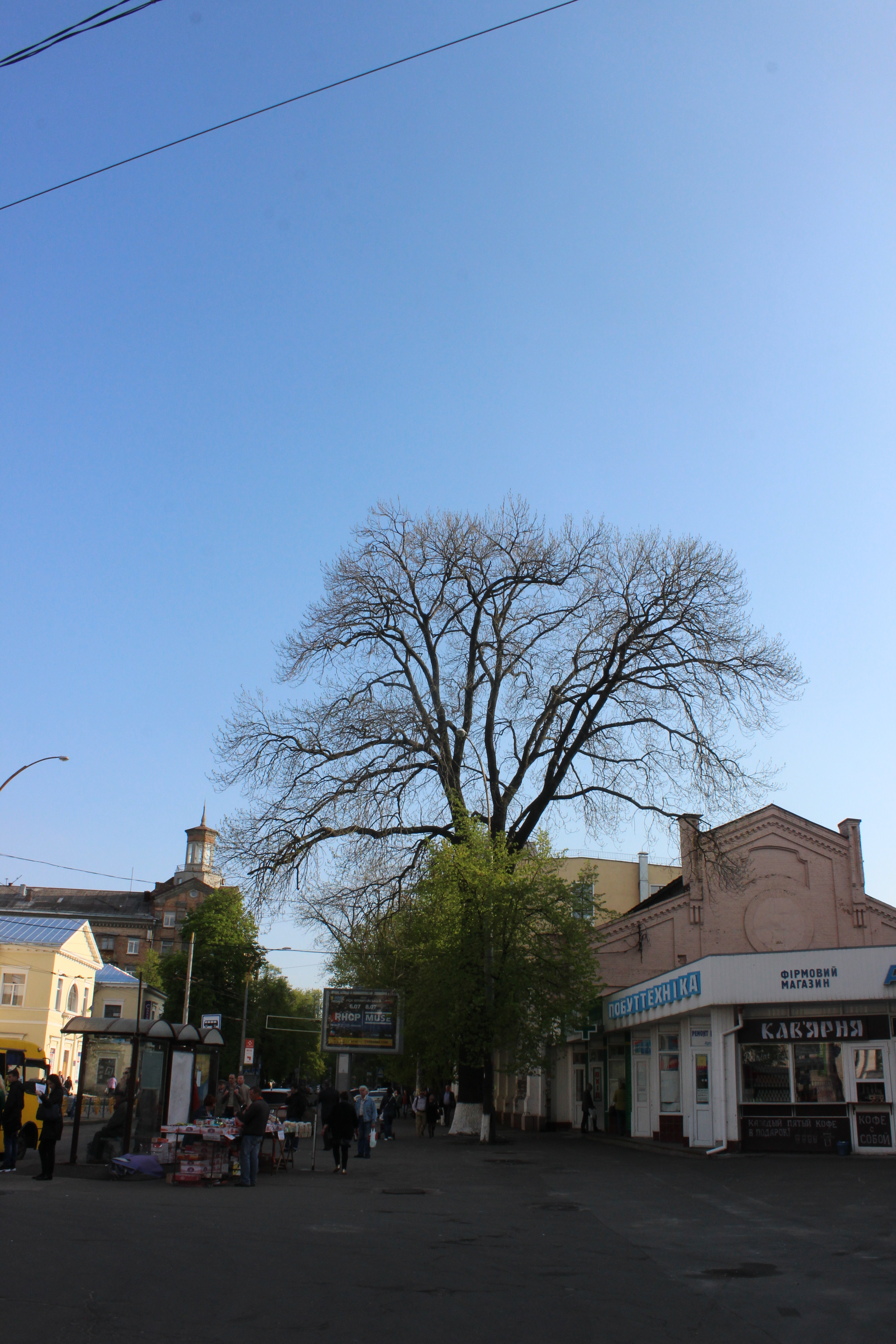
Третє дерево
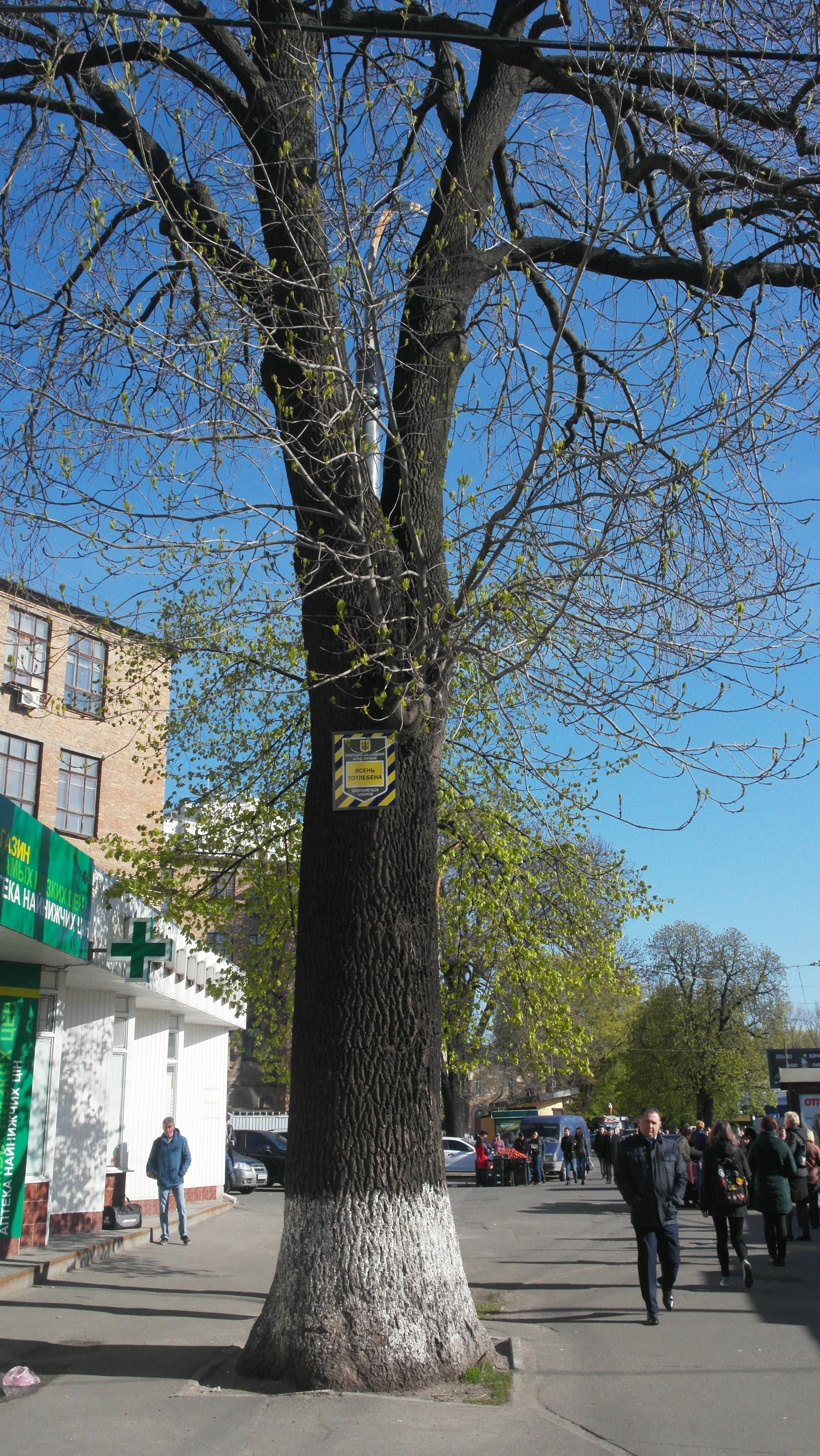
Табличка